# Emil Millán de la Oliva
Emil Magnell Millán de la Oliva, född 24 juli 2001 i Norrköping, är en svensk friidrottare som tävlar i långdistanslöpning.

## Idrottskarriär
Vid SM i friidrott 2020 vann de la Oliva guld på 10 000 meter och brons på 5 000 meter. Han är sedan Diamond League-tävlingarna i Bryssel den 4 september samma år svensk rekordhållare på entimmeslöpning då han sprang 20 128 meter. I samma lopp sprang han snabbare än svenska rekordet på 20 000 meter med tiden 59.41,32, dock noteras inte nya svenska rekord på den sträckan.  

## Privat
De la Oliva är äldre bror till medeldistanslöparen Alice Magnell Millán. Han har tidigare ägnat sig åt fotboll men valde att satsa på löpningen.